# Wipr
Wipr Legacy und Wipr 2 sind kostenpflichtige Erweiterungen für Safari auf iOS, iPadOS, macOS und visionOS, die Werbung, Tracker, Cookie-Hinweise, Popups und andere unerwünschte Inhalte im Web blockieren. Die Apps stammen von der unabhängigen Entwicklerin Kaylee Serena Calderolla.
Wipr 2 ist der verbesserte Nachfolger von Wipr Legacy und wurde am 12. November 2024 veröffentlicht.
Beide Versionen sind als Einmalkauf erhältlich. Die Apps nutzen Safaris Content Blocking API, benötigen keinen Zugriff auf Browserdaten und aktualisieren ihre Blocklisten automatisch mehrmals monatlich.

## Funktionen
Die optionale Komponente Wipr Extra ermöglicht durch zusätzliche Technologien eine erweiterte Blockierung hartnäckiger Inhalte. Dafür benötigt sie vollen Zugriff auf Websites, wobei Safari die vollständige Wahrung der Privatsphäre nicht garantieren kann. Nutzer müssen hier der Entwicklerin vertrauen.
Die App verzichtet vollständig auf Datenerfassung und Telemetrie. Es werden keine als „akzeptable Werbung“ eingestuften Anzeigen zugelassen. Zudem bietet Wipr Unterstützung für die Familienfreigabe.

## Rezeption
Die App wurde bei der WWDC 2023 in der Session „What’s New in Safari Extensions“ hervorgehoben und erreichte mehrfach Spitzenplätze in den App Store-Charts. In Deutschland belegte Wipr Legacy zeitweise den ersten Platz unter den kostenpflichtigen Apps.
Bemängelt wird im Vergleich mit anderen Apps die fehlende Möglichkeit, eigene Blocklisten zu definieren.